# Fabrica tineretului
Fabrica tineretului este un film românesc din 1986 regizat de Adrian Sârbu.